# Netcrunch
AdRem NetCrunch es un software comercial para el monitoreo de red multiplataforma y sin agentes, desarrollado por AdRem Software, Inc..
Este programa monitorea 65 servicios de red, aplicaciones de Windows; Sistemas Windows, Linux, BSD, Mac OS X, NetWare y dispositivos SNMP (v1-3) sin agentes; centraliza la gestión de fallas recolectando y alertando eventos de diferentes fuentes, incluyendo el registro de eventos de Windows, syslogs y trampas SNMP. Además presenta la topología de la red física y lógica al mismo tiempo que se actualizan las vistas gráficas dinámicas automáticamente.

## Características
Características principales de AdRem NetCrunch:
Auto Descubrimiento y Visualización de la red - NetCrunch descubre automáticamente o manualmente su red de forma instantánea y crea vistas personalizadas de su infraestructura.
Mapas de la red - NetCrunch dibuja la topología física y lógica de la red con mapas gráficos, define vistas dinámicas de la red y vistas predefinidas tales como: redes IP, mapas de rutas, segmentos físicos, Servidores, mapas con algunos problemas y otros.
Administración de eventos - Eventos de: Windows, syslog, trampas SNMP.
Políticas de Monitoreo - Conjunto de reglas definidas para los eventos que serán monitoreados y los datos que serán colectados para posteriormente ser reportados, incluyendo políticas predefinidas para:
1. Sistema Operativo - Windows (Active Directory Network Services Health, Security Audit, Terminal Services, Windows Server, Basic Windows Monitoring), Linux, Mac OS, BSD, Netware, otro(AIX, AS/400, MIB-II host resources).
2. Hardware - Dispositivos de Red (Nortel, Alcatel OmniSwitch, Cisco), IBM Director, Dell OpenManage, HP Systems Insight Manager, APC PowerChute.
3. Aplicaciones - Microsoft (Exchange 2003, IIS 5.0/6.0, ISA Server 2000, ISA Server 2004,MS SQL Server 7.0/2000, MS SQL Server 2005), APC Windows Events, ARCServe, CA eTrust Alert Manager, Lotus Notes 6, McAfee AlertManager, Norton AntiVirus Corporate Edition, Oracle 9i, Sophos Enterprise Manager, Trend Micro ServerProtect, Veritas Backup Exec.
Monitoreo de la disponibilidad - Dispositivos de red y servicios (HTTP, POP3, SMTP, etc.).
Monitoreo del desempeño - Estadísticas en tiempo real, gráficos de varios servidores, y las tendencias de rendimiento (dispositivos, sistemas y aplicaciones).
El análisis de tendencias a largo plazo – Los informes son generados a petición o enviados en un determinado horario por correo electrónico.
Acceso Remoto – Consola de administración remota y acceso a través del navegador web.
Monitoreo de la experiencia del usuario – Monitorización avanzada de servicios de red fundamentales. El programa simula la acción del usuario ej: envía un correo electrónico para el seguimiento del servicio POP3, etc.
Monitoreo Inteligente – Tráfico de monitoreo limitado de las redes subredes específicas.
Inventario – Capacidad para recopilar la información básica de los inventarios de las máquinas de Windows (es decir, placa base, tipo de procesador y memoria), con opciones para programar las auditorías de inventario que se realizará, descubrimiento automático y vista del software instalado.

## Sistema Operativo
Los Sistemas Operativos recomendados para el servidor NetCrunch son: Windows 2008 se x32/x64 o Windows 2003 Service Pack 2 x32/x64.
La consola de administración AdRem NetCrunch remota se ejecuta en Windows 7/Vista SP2/XP SP3 o Windows Server 2003/2008 (x32/x64).

## Ediciones
NetCrunch se ofrece en 2 ediciones: Premium y Premium XE. NetCrunch Premium XE edición es una edición escalable optimizada para empresas grandes y con monitoreo intensivo, requiere de un servidor central dedicado Windows 2008.
Escenarios comunes que aplican para la edición Premium XE:
- Monitoreo de la disponibilidad de la red de más de 1000 nodos
- Monitoreo de la disponibilidad de la red de más de 1000 servicios de la red
- Monitoreo del rendimiento de la red de más de 100 servidores y enrutadores
- Una red con sub-redes
- Red con servidores externos conectados a través de enlaces WAN
- Redes con switches CISCO o Nortel
- Monitoreo y tendencias del desempeño de aplicaciones de MS SQL y Exchange

## Lenguajes
AdRem NetCrunch se encuentra disponible en varios idiomas: Inglés, japonés, polaco y alemán. Francés, Español e Italiano están siendo preparados.

## Visión general de la tecnología de NetCrunch
Arquitectura Cliente-Servidor – El usuario gestiona el servidor NetCrunch mediante una consola de administración remota.
Multithreading - NetCrunch Premium XE usa múltiples hilos para tomar ventaja de las características del rendimiento multi-núcleo en las máquinas x64.
Monitoreo Priorizado - El programa configura automáticamente el seguimiento del nodo y el tiempo con la supervisión jerárquica de dependencias.
Supresión de eventos - En caso de que falle un nodo intermedio, el programa suprime alertas de nodos que se encuentran más allá de ese nodo.
Base de datos SQL de eventos (hasta 128 GB).
Acceso Web - Mediante la aplicación de la tecnología AJAX la interacción servidor/navegador se ejecuta de forma asincrónica sin recargar la interfaz gráfica de usuario de la página de Acceso Web.

## Revistas de prensa
- Bjoerns Windows Blog, December 2010, "Netzwerküberwachung mit NetCrunch 6"

- LanLine Magazine, November 2010, Werner Degenhardt, "Netzwerküberwachung für viele Plattformen" (enlace roto disponible en Internet Archive; véase el historial, la primera versión y la última).

- Networld Magazine, Michał Witkowski, February 2010. "Spokojnie, to tylko awaria"

- Porcessor Magazine, Robin Weisman, January 2010. "Straightforward Network Server Management"

- LANline Magazin Germany, Dr. Werner Degenhardt, June 2008. “Der neue Netzwerkatlas”

- Processor Magazine, May 2008. “Easy Network Monitoring”

- PC Magazine Russia February 2008. “AdRem Software выпускает систему мониторинга и управления сетью NetCrunch 5”

- Datamation, Cynthia Harvey, February 2007. “Datamation Readers Name NetCrunch Number One”